# Congresso litúrgico de Vila Real
O Congresso litúrgico de Vila Real, de 1926, foi convocado por D. João Evangelista de Lima Vidal. D. João tinha uma grande preocupação pela liturgia, desejando que o povo cristão participasse de forma inteligente e consciente na liturgia. Desejava que todo o povo entoasse o Kyrie, o Gloria, o Credo e o Agnus Dei. O Congresso litúrgico insere-se numa série de iniciativas realizadas ao serviço da diocese de Vila Real, recém criada. Este congresso foi o primeiro congresso litúrgico em Portugal.
Ao contrário do Congresso da Catequese de Vila Real, de 1925, o congresso litúrgico adquiriu uma dimensão nacional. A 31 de Dezembro de 1925, D. João anunciava a intenção de promover um congresso de liturgia.
Faltava à Igreja portuguesa um movimento litúrgico. O Congresso litúrgico permitiu o encontro duma parte considerável do episcopado português com D. António Coelho,  José Manuel Pereira dos Reis, entre outros, empenhados no renovamento litúrgico.
Deste congresso saíram orientações relativas à formação litúrgica dos candidatos ao sacerdócio e ao incremento da participação dos fiéis, nomeadamente prevendo a publicação do missal em português para uso popular.
O Congresso atingiu os seus objectivos:
a)reuniu os estudiosos de liturgia, dando maior amplitude e eficácia ao seu trabalho;
b)deu um impulso ao Movimento de restauração e renovação litúrgica;
c)preparou o terreno para novos congressos diocesanos e regionais.
Assim, estabeleceram-se os caminhos para o Movimento litúrgico português. Permitiu-se a divulgação de textos, congressos e semanas de estudos, tanto dirigidas ao clero como aos fiéis. A revista Opus Dei garantia e confirmava o sucesso do Congresso litúrgico de Vila Real.
A realização deste congresso deveu-se muito à acção de D. António Coelho, monge beneditino, empenhado na renovação litúrgica da Igreja portuguesa.